# Faubourg de Fléchambault
 (février 2024).
Si vous disposez d'ouvrages ou d'articles de référence ou si vous connaissez des sites web de qualité traitant du thème abordé ici, merci de compléter l'article en donnant les références utiles à sa vérifiabilité et en les liant à la section « Notes et références ».
Le  Faubourg de Fléchambault  était un quartier historique de Reims.
Il était situé au Nord-Ouest de la ville, en périphérie de la deuxième enceinte médiévale. Le périmètre du faubourg de Fléchambault, notion qui n’est plus utilisée de nos jours, est intégré au quartier Quartier Sainte-Anne - Wilson à Reims définit pour les conseils de quartiers.

## Histoire
Le Faubourg de Fléchambault tient son nom de la porte Fléchambault (ou Frichembaut) des Remparts de Reims. Le quartier appelé Faubourg de Fléchambault jusqu'au début du 20e siècle s’est agrandi pour constituer le quartier Saint-Anne.
Historiquement, le faubourg Fléchambault était un quartier de maraîchers puis d’ouvriers pour les usines installées en bord de Vesle.
Une léproserie destinée aux femmes dite « Saint-Lardre-aux-femmes » était située sur la rive gauche de la Vesle, au-delà de la porte de Fléchambault. L’hypothèse la plus probable de sa date de création est celle de 1146.
La chapelle de la léproserie était dédiée à Sainte-Anne. Le Faubourg de Fléchambault est, quelquefois, repris dans les textes comme Faubourg de Sainte-Anne.
En 1866, le Canal de l'Aisne à la Marne est creusé et coupe le Faubourg Fléchambault de la ville historique. Lors de sa construction le lit de la Vesle est dévié.
La Basilique Sainte-Clotilde de Reims a été élevée en 1896 par l'architecte rémois Alphonse Gosset (1835-1914) pour le quatorzième centenaire du baptême du roi Clovis.
À partir de la moitié du XIXe siècle, de nouvelles usines s’implantent hors des murs du rempart de Reims. Elles complètent celles, déjà existantes, qui utilisaient la force motrice de la Vesle.
L’Usine de teinturerie et d'apprêt des étoffes Ernest Houpin est implantée impasse de la Blanchisserie, de 1850 à 1880. Elle n’a pu résister à la crise du textile et a dû céder son emplacement successivement à une usine de feutre puis une verrerie puis à un fabricant de matériel électrique et enfin à un industriel du secteur des parafoudres.L’usine Machuel & Néouze est également implantée dans le faubourg. La fabrique de caisses Dropsy est installée rue de Courlancy. Autour de ces nouvelles usines se développe un nouveau quartier ouvrier. Le faubourg était parcouru par la rue du Faubourg Fléchambault devenue rue clovis Chézel.

## Galerie

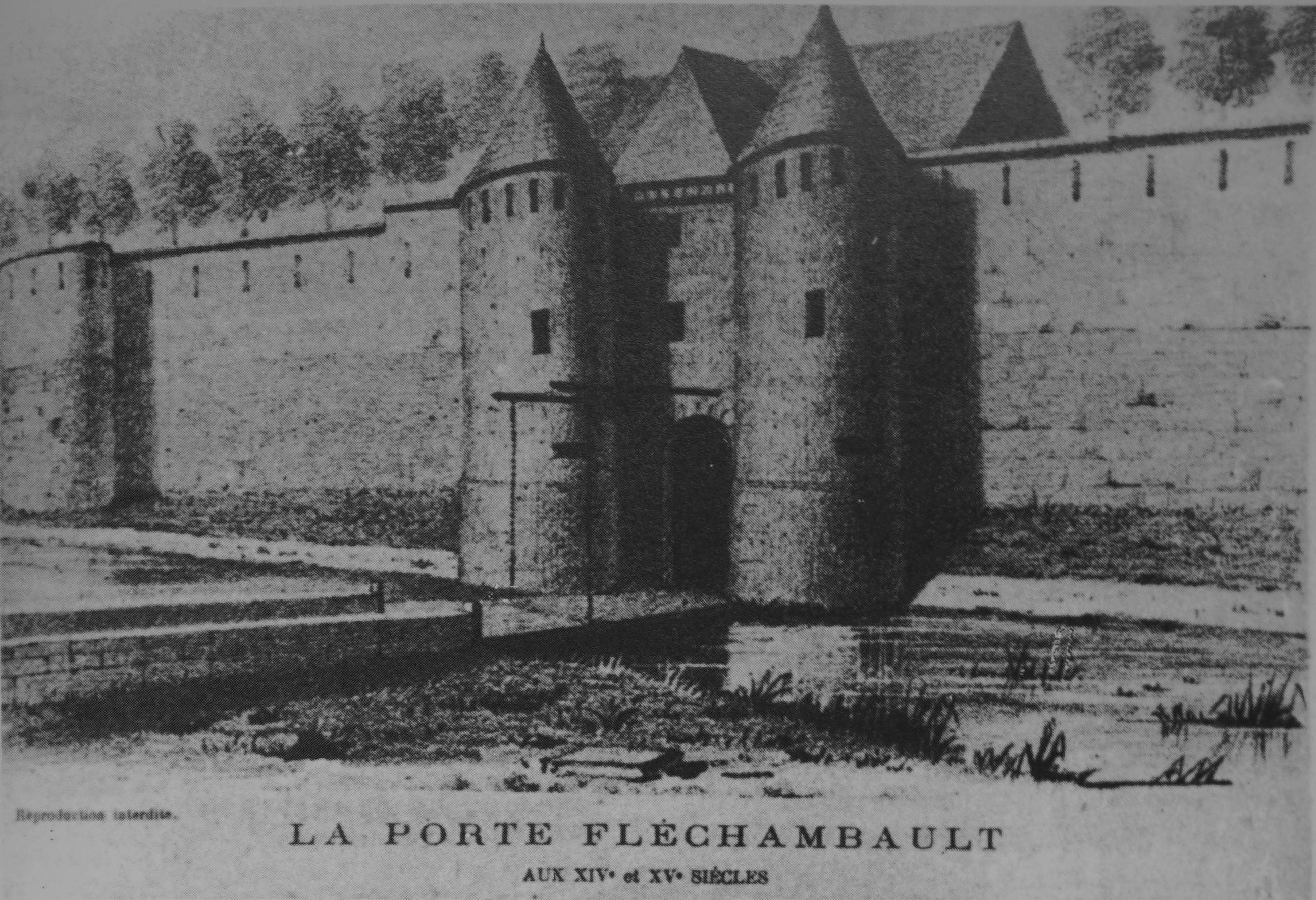
La porte Fléchambault d'après A. Moreau.
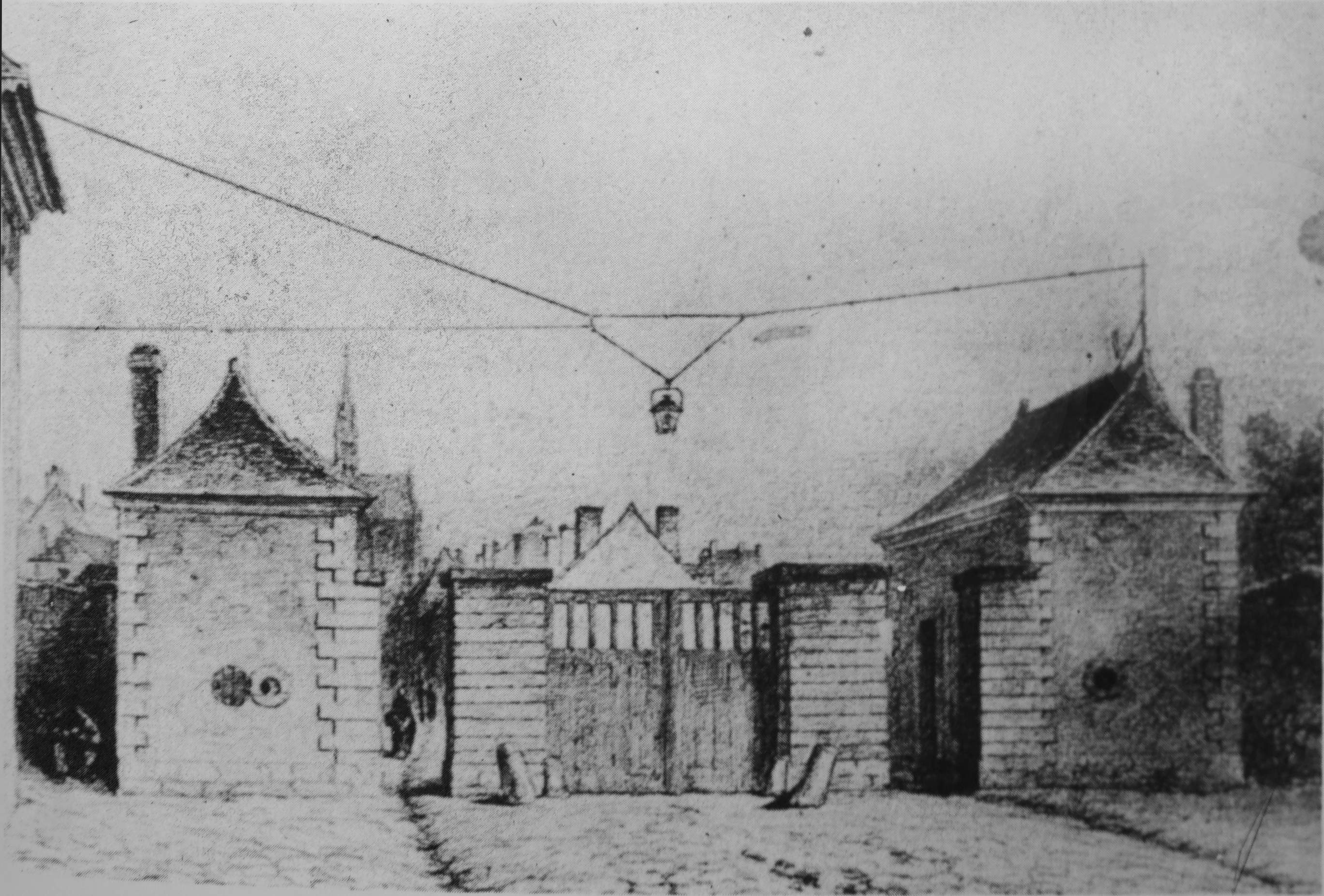
La nouvelle porte Fléchambault à partir de 1780 et détruite en 1846.
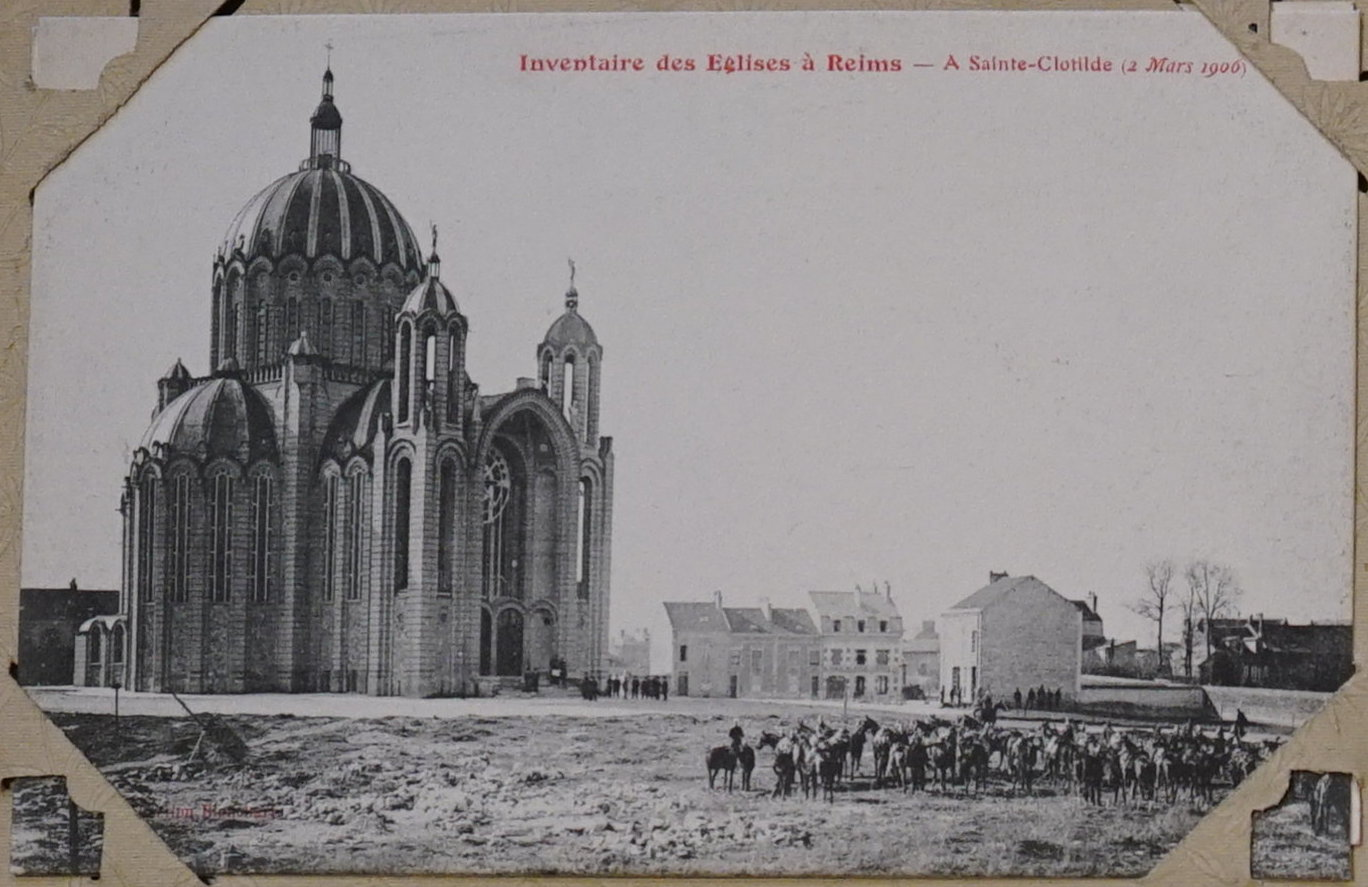
Basilique Sainte-Clotilde de Reims en 1906.
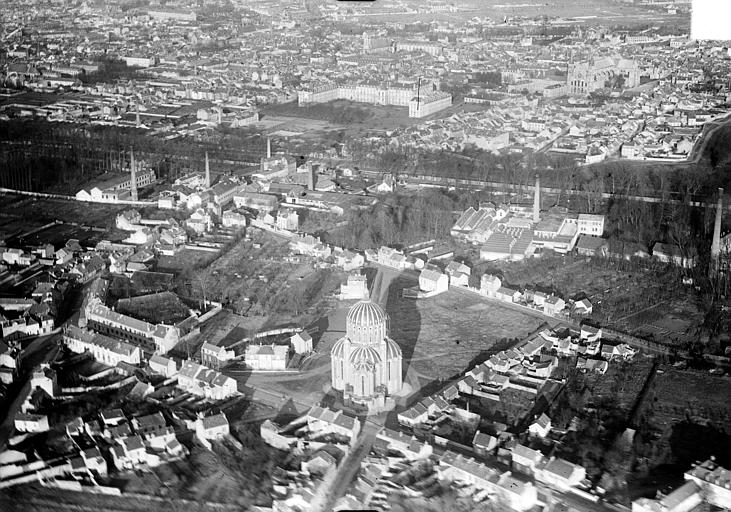
Les usines du faubourg Fléchambault.

.